# 上田交通真田傍陽線

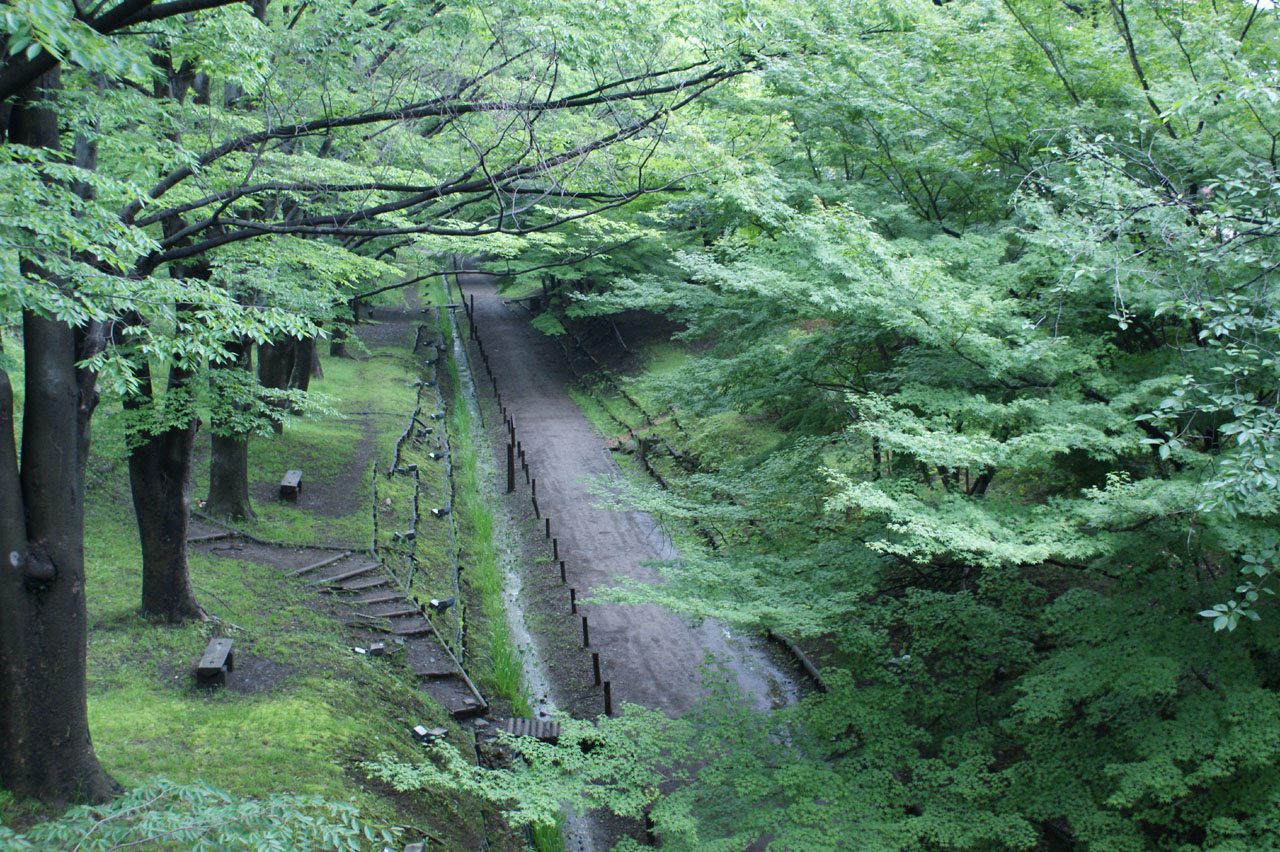
上田城跡公園ケヤキ並木遊歩道
上田交通真田傍陽線跡

真田傍陽線（さなだそえひせん）は、長野県上田市の電鉄上田駅と真田町（現・上田市）の傍陽駅、真田駅を結んでいた上田交通の鉄道路線。1927年に開通し、1972年（昭和47年）に廃止された。
信越本線（現しなの鉄道線）上田駅に近接する電鉄上田駅を起点とし、市街地を時計回りの方向で進み、市街地の北東部にあった川原柳駅から国道144号線に沿う形で本原駅に達し、さらにそこから分岐して現在の長野県道35号線に沿って傍陽駅までを、さらに国道144号線に沿って真田駅を結んでいた。

## 路線データ
- 路線距離（営業キロ）：合計15.9km
  - 電鉄上田 - 本原間8.6km
  - 本原 - 傍陽間3.1km
  - 本原 - 真田間4.2km
- 軌間：1067mm
- 駅数：廃止時19
- 複線区間：なし（全線単線）
- 電化区間：全線電化（直流1500V）
  - 愛宕下変電所、常用1、水銀整流器（交流側1413V直流側1500V）直流側の出力525kW、製造所BBC、予備2、回転変流機（交流側550V直流側750V）直流側の出力300kW、製造所三菱電機[1]

## 歴史
真田傍陽線は上田温泉電軌（温電）によって、同社の北東線として1927年（昭和2年）に開業し、1928年（昭和3年）に全通した。当初上田温泉電軌は経営難という事情から、上田市から北東の方面に鉄道を建設することに難色を示していたが、上田市と北東5ヶ村（神科村・殿城村・本原村・長村・傍陽村、いずれも現上田市）が鉄道敷設運動を起こし強く働きかけたため、それに押される形で建設を決断した。敷設に積極的ではなかった真田傍陽線だが、この開通により菅平の観光開発が進み、結果的にその敷設は有意義なものであった。
真田傍陽線は菅平高原や群馬県への交通手段として、さらに上田市と真田町で収穫された高原野菜、リンゴなどの農産物を輸送するための路線としても盛んに利用されたが、上田駅から直接菅平高原、群馬県へ行くバスが増発されたり、農産物の輸送がトラックに移行したため1960年代後半から赤字路線に転落。1972年（昭和47年）2月20日に廃止となった。

### 計画路線
当初、真田傍陽線は傍陽駅から先、地蔵峠を越えて河東鉄道線（後の長野電鉄屋代線）の松代駅を結ぶという壮大な路線の計画があり、本原 - 傍陽間が本線として予定されていた。しかしトンネル工事が大きな問題になり計画のみになった。
また、真田傍陽線の終点真田駅から北、当時は小県郡長村の大字であった大日向地区に、路線を延長する工事も計画されていて、こちらは実際に免許も取得したが、昭和金融恐慌の煽りをもろに受け起工に至らず未工線として終わっている。菅平高原や鹿沢温泉までの延長計画は最後まで立てなかった。

### 年表
- 1923年（大正12年） 上田市と東北5ヶ村（神科村・殿城村・本原村・長村・傍陽村）が上田温泉電軌に鉄道敷設の働きかけ
- 1924年（大正13年）11月 北東線の鉄道敷設認可を申請
- 1925年（大正14年）3月31日 鉄道免許状下付[2]、11月着工
- 1926年（大正15年）11月20日 北東線真田 - 大日向間の路線延長の鉄道免許状下付[3]（1935年9月12日起業廃止許可[4]）
- 1927年（昭和2年）11月20日 北東線 上田 - 伊勢山間開業、上田・公会堂下・北大手・上田花園・北上田・川原柳・神科・樋之沢・伊勢山の各駅開業[5]
- 1928年（昭和3年）
  - 1月10日 伊勢山トンネルと川久保鉄橋完成し伊勢山 - 本原間開通、川久保・下原下・本原の各駅開業[6]
  - 4月2日 本原 - 傍陽間開通、横尾・曲尾・傍陽（仮）の各駅開業[7]
  - 5月1日 本原 - 真田間が開通し北東線全通、北本原・石舟・長村・真田の各駅開業。傍陽（仮）を廃止して傍陽駅を開業[8]
- 1939年（昭和14年）8月30日 上田電鉄に社名変更、線名を菅平鹿沢線と改称
- 1943年（昭和18年）10月21日 上田電鉄と丸子鉄道が合併して上田丸子電鉄になり、同社の菅平鹿沢線となる
- 1948年（昭和23年） 公会堂下を公園前と駅名変更
- 1953年（昭和28年） 川久保を殿城口と駅名変更
- 1955年（昭和30年）8月 電鉄上田駅舎完成
- 1960年（昭和35年）4月1日 線名を真田傍陽線と改称。
- 1969年（昭和44年）6月1日 上田丸子電鉄が上田交通と改称
- 1970年（昭和45年）8月 上田交通、真田傍陽線の廃止を運輸省に申請
- 1972年（昭和47年）2月20日 真田傍陽線の上田 - 本原・本原 - 傍陽・本原 - 真田間、全線廃止

## 車両
真田傍陽線は上田駅で別所線と接続していたものの架線電圧が異なり（別所線は当時750V、真田傍陽線は1,500V）、またこの両線は丸子線と接続していなかったことから、三線相互間の車輛移動は少なかった。結果として三線とも車輛配置がほぼ固定化された。
真田傍陽線では主に下記の電車が使われていた。
モハニ4250形 (4251 - 4254)
上田温泉電軌が1927年の北東線開業時に新造した荷物合造車デナ100形。荷物室にある丸窓（楕円形の戸袋窓）、トラス棒台枠という、翌年に川西線（後の別所線）用に増備されたデナ200形（後のモハ5250形）に通じる特徴を持っていたが、丸窓は後に通常の窓に改造された。4輛とも路線と運命を共にしている。
モハ4250形 (4255・4256)
鶴見臨港鉄道の買収国電モハ1501・1504の払い下げ車。乗客増に対応するため1958年に購入した。入線時に制御器を別所線のモハ5260形5262・5263（後のモハ5370形）と交換している。廃線後は4256が弘南鉄道に譲渡され、大鰐線のクハ205となった。
クハ250形→モハ4250形 (251→4257)
1955年に富士山麓鉄道モハ501の車体を購入。国鉄長野工場から購入した台車と組み合わせて、クハ250形251として別所線で使用されたが、1962年に手持ち機器を利用して電動車化され、モハ4250形4257となった。電動車化時に750V・1,500Vの複電圧機器を装着したため別所線・真田傍陽線で使用され、廃線後は別所線用となり、1983年に廃車された。
モハ5360形→モハ4260形 (5361→4261)
1947年に東武から譲受された車輛で、元は総武鉄道のモハ1003。番号はモハ1001から、1950年の改番でモハ5361となったが、制御器、モーターの交換に伴いモハ4261となった。廃線後は弘南鉄道に譲渡され、大鰐線のモハ110となった。
クハ270形 (273)
1960年に相模鉄道から購入した制御車。272・273のうち273が真田傍陽線に配置された。廃線後別所線に転じ、1984年に廃車されている。
サハ10形 (11 - 14)
1939年に九州肥筑鉄道から購入した木造4輪客車代用で、真田傍陽線と別所線に2両配置されて使用されていた。当初ハフ1形と称していたが、1950年の改番でサハ10形となった。客車代用であるためブレーキはもちろん、室内灯はなく安全面に問題があるため、後述のサハ20形が購入されると使われなくなり、1955年に廃車された。
サハ20形 (21 - 24)
飯山鉄道の買収ガソリンカーの払い下げ車で1949年・1951年に購入され、主にラッシュ時の増結用として使われていた。22は1967年事故廃車。廃線後は21・23が即廃車され、24が別所線に転じ1980年の廃車まで使用されていた。
サハ60形 (61)
当初別所線用として使用されたが、61が一時期廃線まで真田傍陽線用として使用されていた。廃線後別所線に戻り1980年に廃車された。
その他、貨物列車用にデロ300形電気機関車が新造されたが、貨物の需要が低いことや、トラブルが相次いだことから三河鉄道に譲渡され、以後貨物列車は電車牽引の混合列車となった。

## 真田傍陽線とバス
真田傍陽線は、バスと切っても切り離せない歴史を持つ。前身の上田温泉電軌は、真田傍陽線が建設される以前から経営が不安定で、電車路線だけでは経営が成り立たないと自覚していた。そのため、建設直前に電車とバスの併営を決断、鉄道省（のち運輸通信省→運輸省。現在は国土交通省）に併営を申請し、認可されるとバス路線を充実させていった。真田傍陽線の歴史はバス路線充実の歴史でもあり、全通時には真田駅から直営の菅平ホテル前までの自社路線が設定され、1935年には省営自動車（国鉄バス、JRバスの前身）が真田-渋川間のバスを設定した。
一時、戦時中の燃料統制でバス路線を千曲自動車（現・千曲バス）に売却して姿を消すが、1951年に菅平線を千曲自動車から返還されるとバス営業を再開。真田駅から菅平高原・峰の原高原行きの自社バス、長野原駅行きの国鉄バスが発着されるようになり、上田駅からは菅平高原・峰の原高原行きの自社直通バスや草津行きの特急バス（当初は自社・国鉄共同、後に自社のみ）も運行されるようになった。また、傍陽駅からは地蔵峠内の集落松井新田行きや大倉行きのバスが発着していた。
真田傍陽線の廃止後は、真田行き・菅平高原行き・渋沢温泉行き・傍陽→入軽井沢行き・傍陽→横道・大倉行きのバス路線が残っている。菅平線が売却された当時、上田から青木・室賀行きも運行していたが、こちらは売却されたまま現在の千曲バス青木線・室賀線となっている。また、上田丸子電鉄丸子線が廃止された時、自社バスの丸子線が設定されたが、合理化により千曲バスに売却したため姿を消している。ただし、上田丸子電鉄西丸子線は、末期にダイヤの半分を代替するための運行バスとしてスタートしていたため、廃止後も運行され続けている。

## 駅一覧
電鉄上田駅 - 公園前駅 - 北大手駅 - 上田花園駅 - 北上田駅 - 川原柳駅 - 神科駅 - 樋之沢駅 - 伊勢山駅 - 殿城口駅 - 下原下駅 - 本原駅 - 北本原駅 - 石舟駅 - 長村駅 - 真田駅
本原駅 - 横尾駅 - 曲尾駅 - 傍陽駅
※駅名は廃止時点のもの。改称された駅の開業時の名称は、公園前駅が公会堂下駅、殿城口駅が川久保駅。

## 接続路線
路線名等は廃止時点のもの。
- 上田駅：信越本線（現しなの鉄道線）、上田交通（現上田電鉄）別所線

## 廃線跡
廃線跡はかなりの部分で確認できるが、上田交通管理・経営の月極駐車場のほか、道路・農道や宅地等に転用されている場所も多い。公園前駅は旧ホームなどの遺構が保存されているほか、付近の線路敷の跡は遊歩道となっている。樋之沢駅の旧ホームは放置されており残存している。

## 廃線後の取り組み
上田市とエプソンアヴァシスが、2021年11月から2022年1月にかけて上田城跡公園東側の公園前駅跡で、スマートフォンをかざすと、電車が実際に走っているような動画が見られるAR（拡張現実）の実証実験を実施している。